# La Malédiction de Collinwood
Cet article concerne le remake de 1990. Pour la série originale, voir Dark Shadows.
Pour les articles homonymes, voir Dark Shadows.
La Malédiction de Collinwood (Dark Shadows, mais parfois appelée aussi Dark Shadows: The Revival Series ou The New Dark Shadows) est une série télévisée américaine en douze épisodes de 55 minutes, créée par Dan Curtis, diffusée du 13 janvier au 22 mars 1991 sur le réseau NBC. Elle constitue un remake de la série originale Dark Shadows, qui avait été aussi créée, en 1966, par Dan Curtis.

## Synopsis
La série raconte l'histoire de Victoria Winters qui vient d'arriver à Collinwood et fait la connaissance de Barnabas Collins, un vampire de 175 ans. Le docteur Hoffman tente alors de guérir Collins médicalement de son vampirisme, mais Victoria part finalement dans le passé à la rencontre de Barnabas, encore humain, avant sa transformation en vampire par Angélique…

## Distribution
- Ben Cross : Barnabas Collins
- Joanna Going : Victoria Winters / Josette Du Près Collins
- Joseph Gordon-Levitt : David Collins / Daniel Collins
- Lysette Anthony : Angélique Bouchard
- Michael T. Weiss : Joe Haskell / Peter Bradford
- Barbara Steele : Dr Julia Hoffman / Comtesse Nathalie Du Près
- Roy Thinnes : Roger Collins / Révérend Trask
- Jean Simmons : Elizabeth Collins Stoddard / Naomi Collins
- Eddie Jones : Sam Evans / Bailli Henry Evans
- Adrian Paul : Jeremiah Collins
- Rebecca Staab : Daphné Collins

## Récompenses
Récompenses
- Saturn Award :
  - Saturn Award de la meilleure série 1992
- Primetime Emmy Award :
  - Meilleure coiffure pour une série 1991

Nominations
- Primetime Emmy Award :
  - Meilleurs costumes pour une série 1991